# The Aristocrats
The Aristocrats är en amerikansk dokumentärfilm från 2005 i regi av Paul Provenza och Penn Jillette.
Filmen kretsar kring ett skämt, ett mycket obscent skämt som många komiker har berättat för varandra sen vaudeville, men sällan offentligt. Skämtet handlar om en man som kommer till en teateragent och vill berätta om ett nummer som han skulle vilja framföra tillsammans med sin familj. Teateragenten låter honom berätta, och mannen börjar genast att berätta massor av obscena, vulgära och snuskiga saker han gör med sin familj. Efter att ha berättat allt, frågar teateragenten:
- - That's a hell of an act, but what do you call yourselves? (Ungefär: Det var ju ett jävla nummer, men vad kallar ni er själva?)

Varpå mannen svarar:
- - The Aristocrats. (Aristokraterna.)

Den skenbara poängen är alltså att trots allt snusk, kallar de sig något fint. Skämtet är dock i första hand framförandet och sättet den berättas på, i vilken flera obscena och tabubelagda ämnen kastas fram, ämnen och berättelser som inte är, eller framförallt inte var, möjliga att berätta på ens den mest burleska scen. Flera av Amerikas och Storbritanniens komiker berättar sina improviserade versioner i filmen.
Filmen fick juryns specialpris vid Sundance filmfestival.

## Medverkande
- Whoopi Goldberg
- Bob Saget
- Drew Carey
- Eddie Izzard
- Billy Connolly
- Robin Williams
- Penn & Teller
- Eric Idle
- George Carlin
- Sarah Silverman
- Jon Stewart
- Gilbert Gottfried
- Chris Rock
- Carrie Fisher
- Jay Marshall
- Andy Dick
- Bill Maher
- Larry Miller
- Hank Azaria
- Harry Shearer
- Jason Alexander
- Kevin Pollak
- Eric Mead
- Steven Wright
- Jake Johannsen
- Howie Mandel
- Paul Reiser
- Bruce Vilanch